# 喜多村親守
喜多村 親守（きたむら ちかもり）は、江戸時代中期から後期にかけての弘前藩士。

## 生涯
天明5年（1785年）に家老となると、天保5年（1834年）に没するまで50年間1200石家老職にあった。慎重緻密かつ忠誠の士として知られた。
津軽信寧の跡目争いでは寧親の相続を強硬に主張した。享和2年（1802年）には開発御用掛として、新田開発にも努めた。子高と号す俳人でもあり、寧親の相手をしていた。その句に「みのる田の末はいづこぞ眼の力」「譲り合ふ畔のこなたや初蛙」。跡は養子の久武ではなく、孫の久隆が継いだ。

## 系譜
- 父：喜多村久敬（1735年 - 1771年）
- 母：不詳
- 室：西館織部妹
- 養子
  - 男子：喜多村久武（1754年 - 1834年） - 棟方貞豊の次男